# Куапель, Шарль Антуан
Шарль Антуа́н Куапе́ль (фр. Charles Antoine Coypel; 11 июля 1694, Париж, Королевство Франция — 15 июня 1752, там же) — французский живописец и график, один из лидеров парижского академизма первых десятилетий правления Людовика XV, ассоциируемый с традицией раннего рококо, теоретик искусства и драматург; младший представитель большой художественной семьи Куапель, сын и ученик Антуана Куапеля. Академик (с 1715) и директор (с 1747) Королевской академии живописи и скульптуры, первый живописец короля (c 1747), хранитель королевских картин и рисунков (c 1722).

## Биография и творчество
Шарль Антуан Куапель родился в Париже, в семье придворного художника герцогов Орлеанских Антуана Куапеля, он был внуком Ноэля Куапеля, племянником Ноэля-Николя Куапеля (единокровного брата Антуана Куапеля), хотя их разделяет всего четыре года. Был учеником и последователем отца. Благодаря счастливому случаю удостоился высокого положения и славы, став в 1746 году Первым живописцем короля и главой Королевской Академии живописи и скульптуры. 31 августа 1715 года он поступил в Королевскую академию живописи и скульптуры, а уже в 1747 году был назначен её директором.

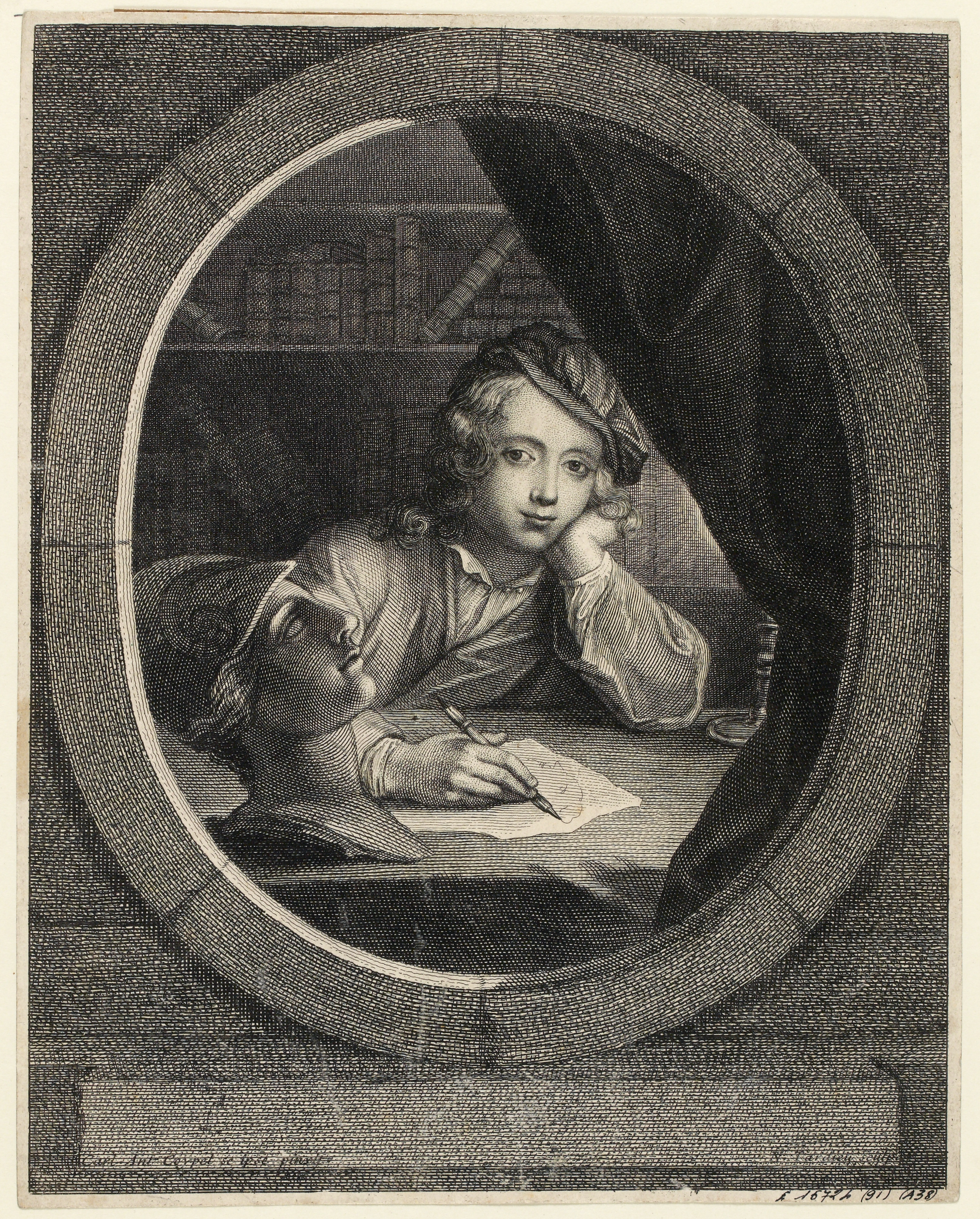
Портрет Ш. А. Куапеля за рисованием. Офорт Ж. Н. Тардьё

1 сентября 1715 года скончался король Людовик XIV и во Франции начался период Регентства, время правления герцога Филиппа Орлеанского (1715—1723). В 1747 году при новом короле Людовике XV Шарль Антуан Куапель был назначен Первым живописцем короля. С 1722 по 1752 год он занимал должность хранителя картин и рисунков короны. Он также принял важное участие в создании Школы привилегированных студентов Королевской академии (l’École des élèves protégés de l’Académie royale).
Шарль Антуан Куапель является автором многих живописных картин, среди которых самыми известными считаются «Христос перед Пилатом у филиппинцев» и «Жертва Ифигении». Также он создавал рисунки для настенных росписей, в том числе в жанре бурлеска, некоторые из них посвящены ироничным изображениям Дон Кихота, персонажа романа Сервантеса. Куапель Младший вместе с отцом был автором рисунков к уникальному изданию романа Лонга «Дафнис и Хлоя» (1718). Инициатором издания был герцог Филипп Орлеанский. Рисунки гравировал Бенуа Одран Первый.
Вместе с отцом Куапель Младший гравировал по рисункам Клода Жилло, живописным оригиналам Антуана Ватто, Франсуа Буше и Никола Ланкре. Выполнял картоны для Королевской мануфактуры Гобеленов. В его собственных гравюрах изображены балерины, горничные, пастухи. Даже кошка могла стать объектом для изображения («Новорожденный котёнок и дама, печальная из-за болезни кошки», «Кошка на надгробном памятнике»). Его живописные картины воспроизводили и другие гравёры, например гравюра П.-Э. Древе «Портрет Адриенны Лекуврёр».
Помимо занятий живописью и гравированием, Куапель в период с 1717 по 1747 год написал около сорока пьес. Было опубликовано только одно сочинение: «Фоли де Карденио» (Les Folies de Cardenio, 1720). Пьеса была поставлена в Тюильри в 1721 году с пением и балетными интермедиями, в которых десятилетний король Людовик XV танцует в компании шестидесяти восьми танцоров, профессионалов и придворных.
В аллегорической комедии в трёх действиях «Поэзия и живопись» художник сравнил качества двух искусств. Художник также создал работы на тему театра, в том числе портреты знаменитых артистов «Комеди Франсез»: Адриенны Лекуврёр (1720-е годы, с 2005 года в музее «Комеди Франсез» в Пале-Рояль; также известен по гравюре Пьера Эмбера Древе и многочисленным вариациям), Шарлотты Демар (не сохранился, известен по гравюре Франсуа-Бернара Леписье и живописной копии в музее «Комеди Франсез») и Мольера (около 1734, в музее «Комеди Франсез»).
В санкт-петербургском Эрмитаже имеются две картины Ш. А. Куапеля: «Неистовство Ахиллеса» и «Молящаяся Мадонна».

## Галерея

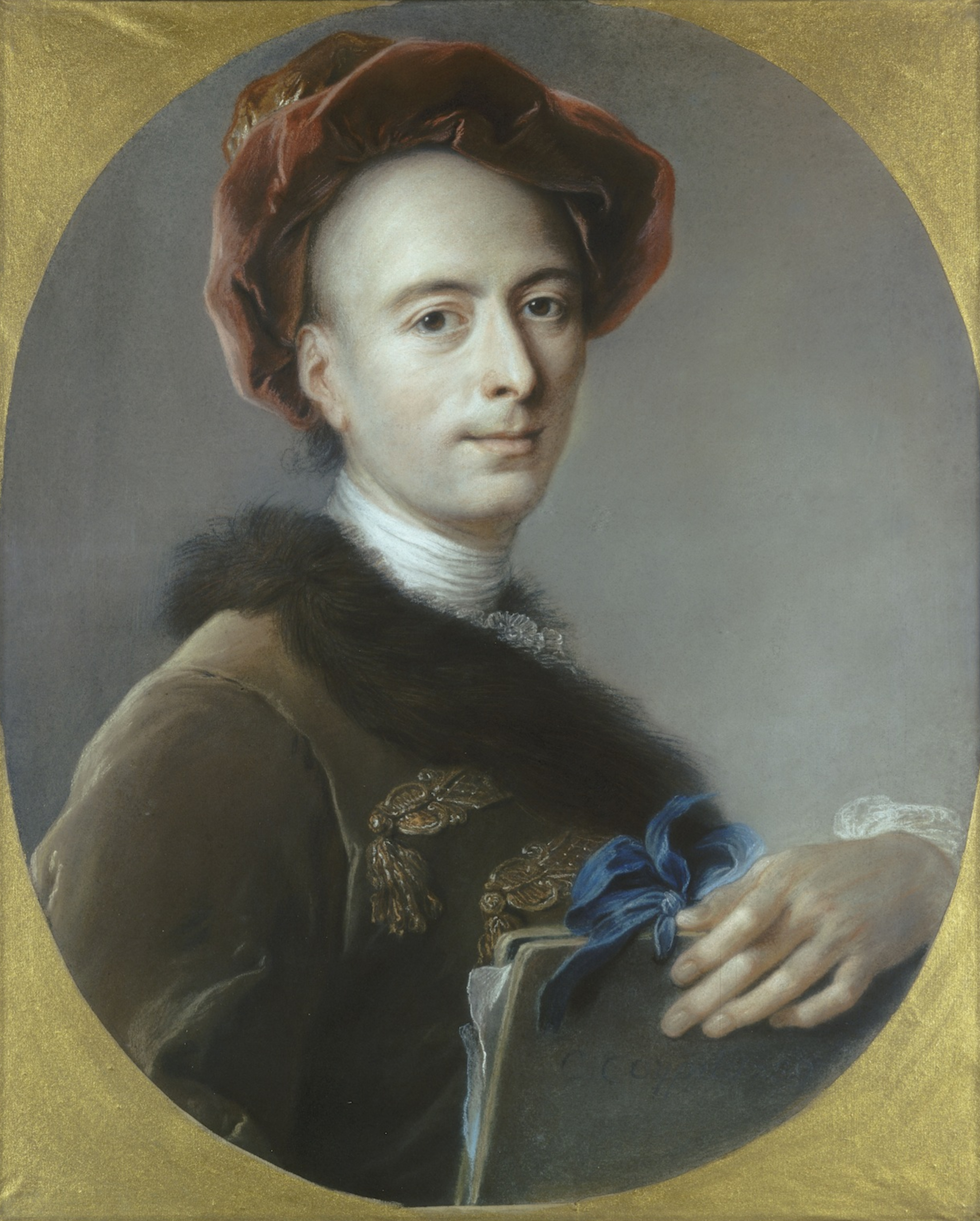
Автопортрет. 1739. Бумага на холсте, пастель. Музей изящных искусств, Орлеан
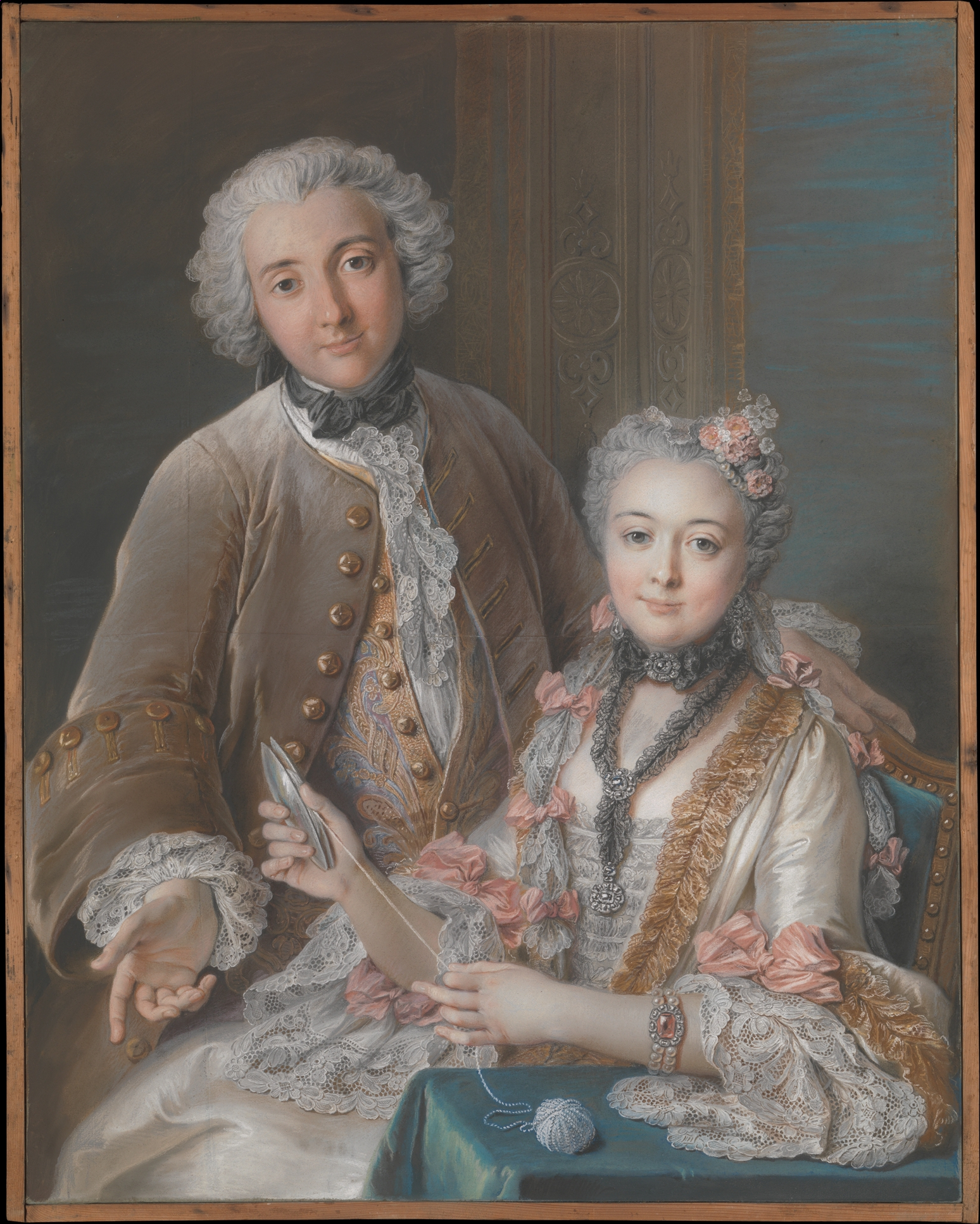
Портрет Франсуа де Жюльена и его жены Мари Элизабет де Сере де Рье. 1743. Бумага на холсте. Акварель, карандаш, пастель. Метрополитен-музей, Нью-Йорк
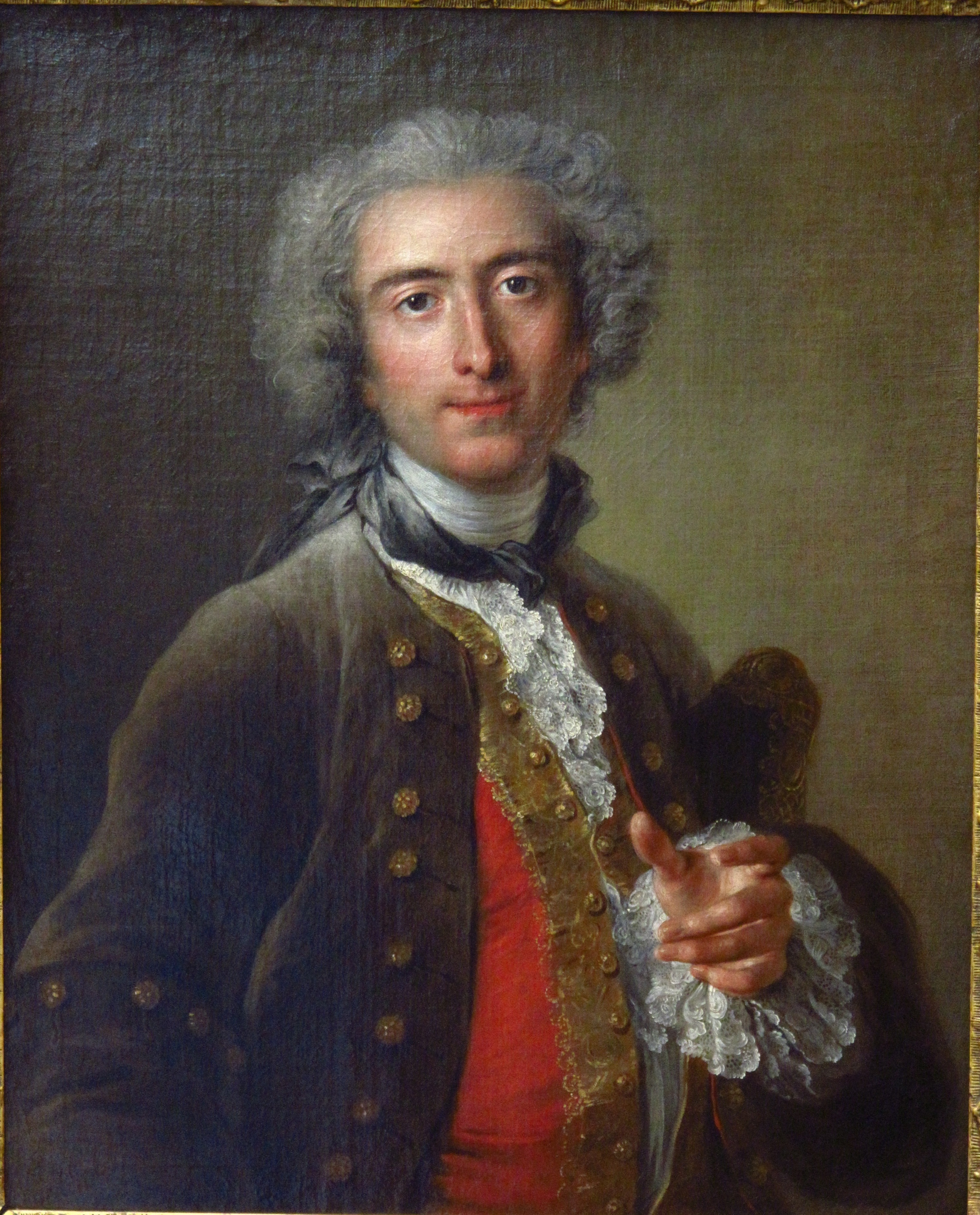
Портрет Филиппа Куапеля, брата художника. 1732. Холст, масло. Лувр, Париж
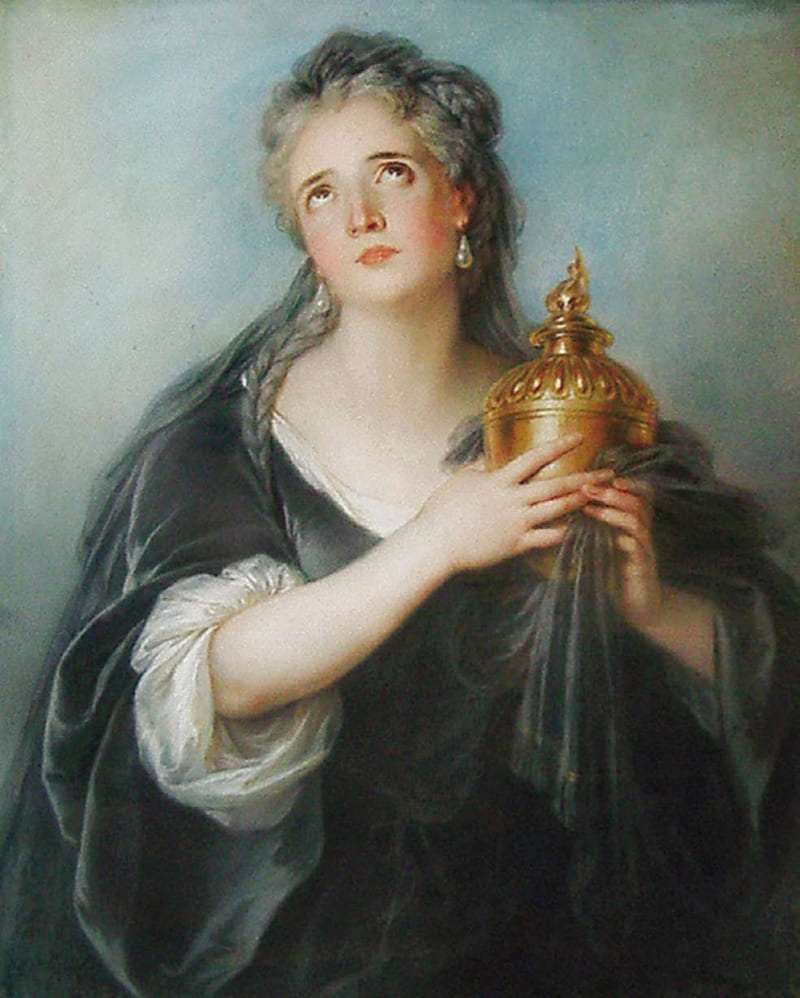
Портрет Адриенны Лекуврёр в роли Корнелии Метеллы, вдовы Помпея. Между 1721 и 1724. Картон, пастель. Пале-Рояль, Париж
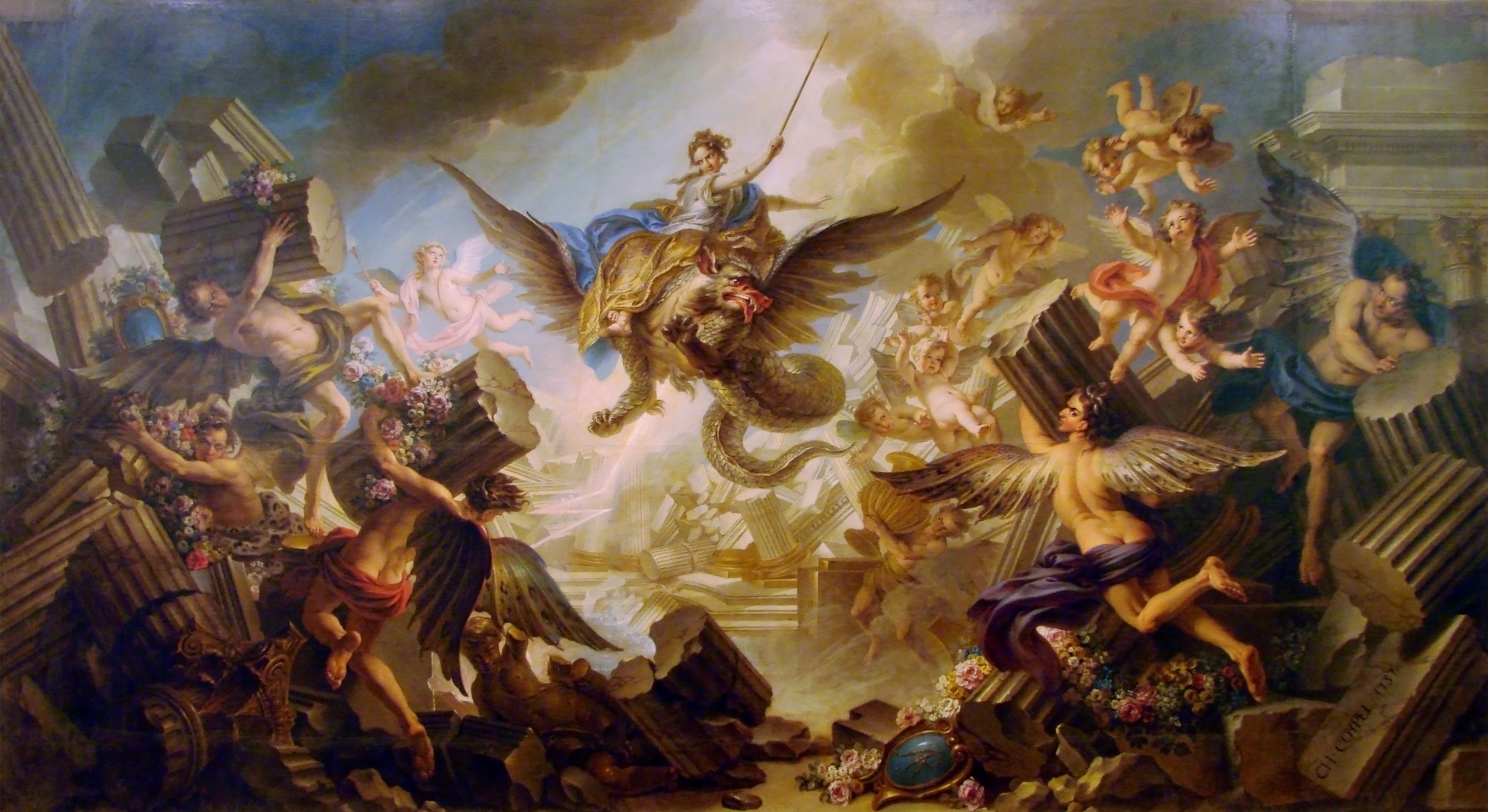
Разрушение дворца Армиды 1737. картон для шпалеры серии «Фрагменты опер». Холст, масло. Музей изобразительного искусства, Нанси
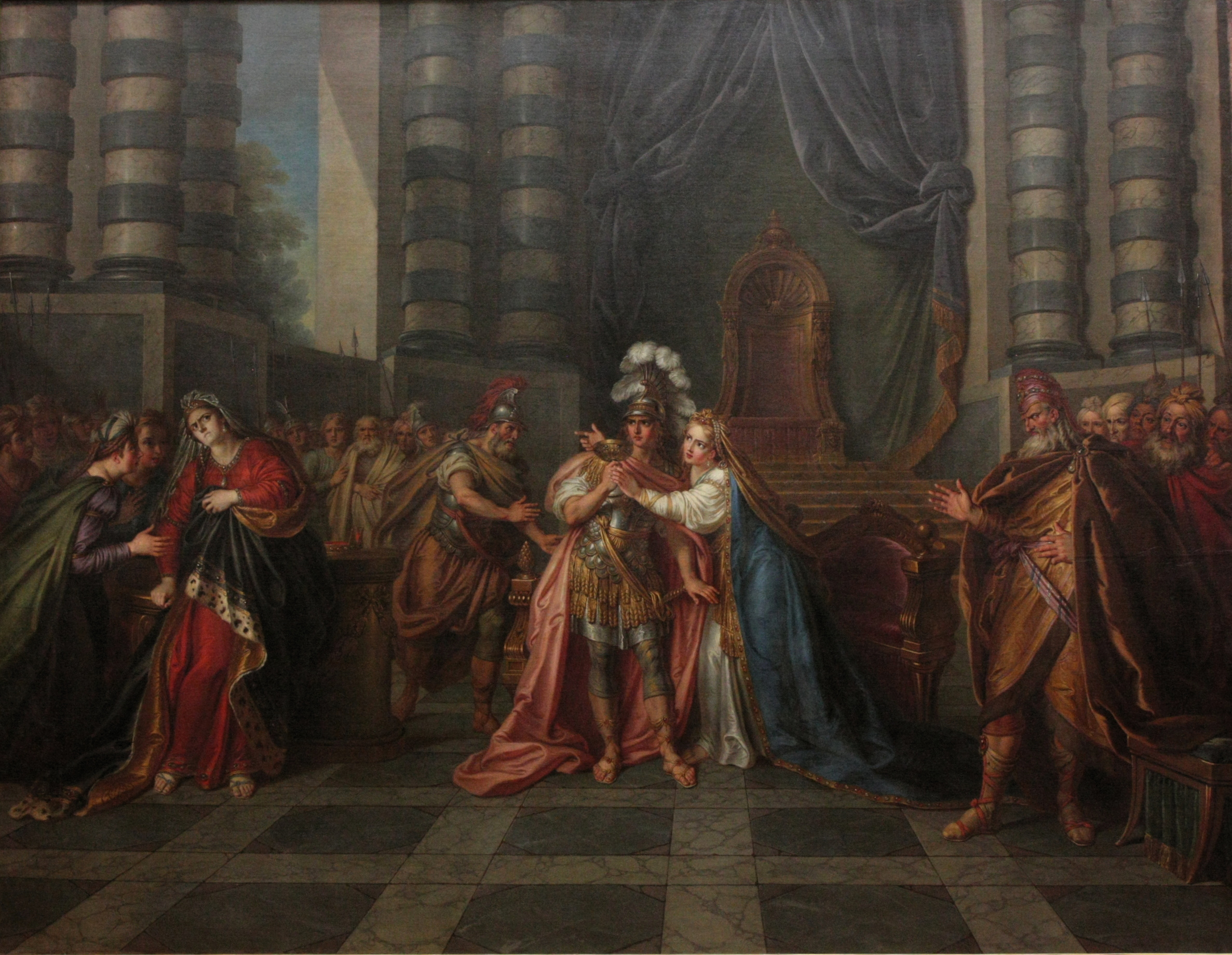
Клеопатра, принимающая яд. По пьесе П. Корнеля «Родогуна». 1749. Холст, масло. Лувр, Париж
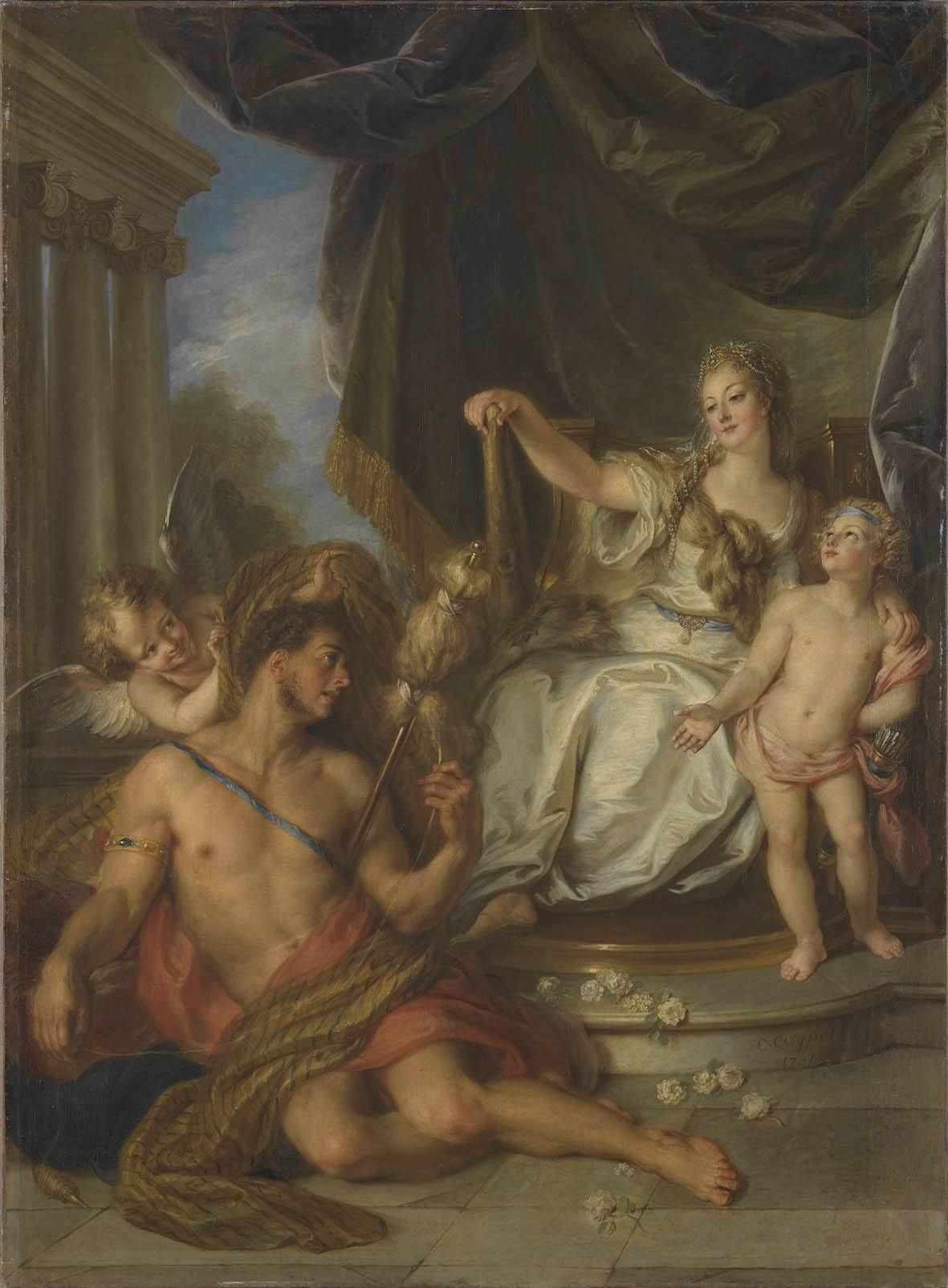
Геркулес и Омфала. 1731. Холст, масло. Старая пинакотека, Мюнхен
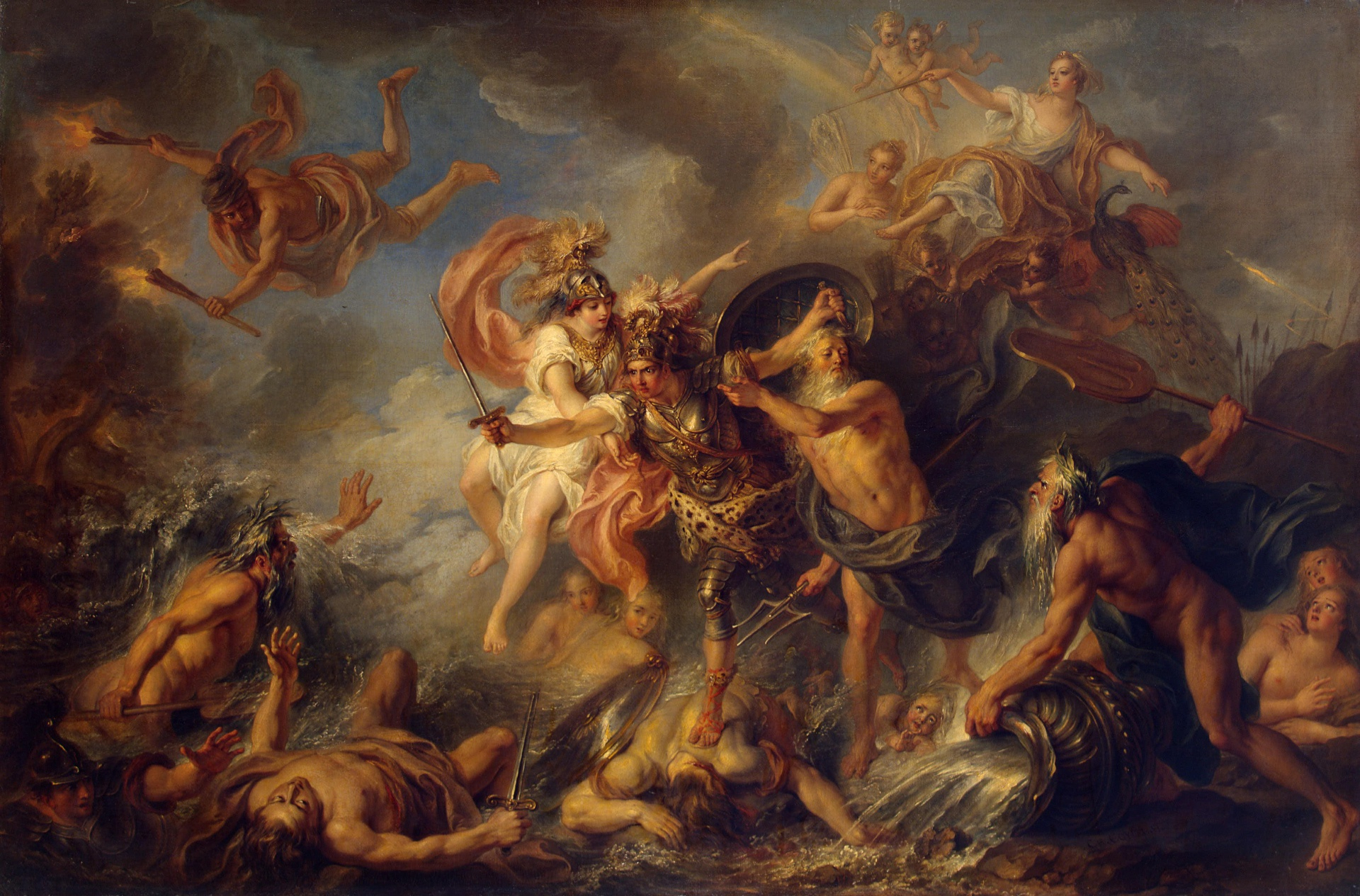
Неистовство Ахиллеса. 1737. Холст, масло. Государственный Эрмитаж, Санкт-Петербург
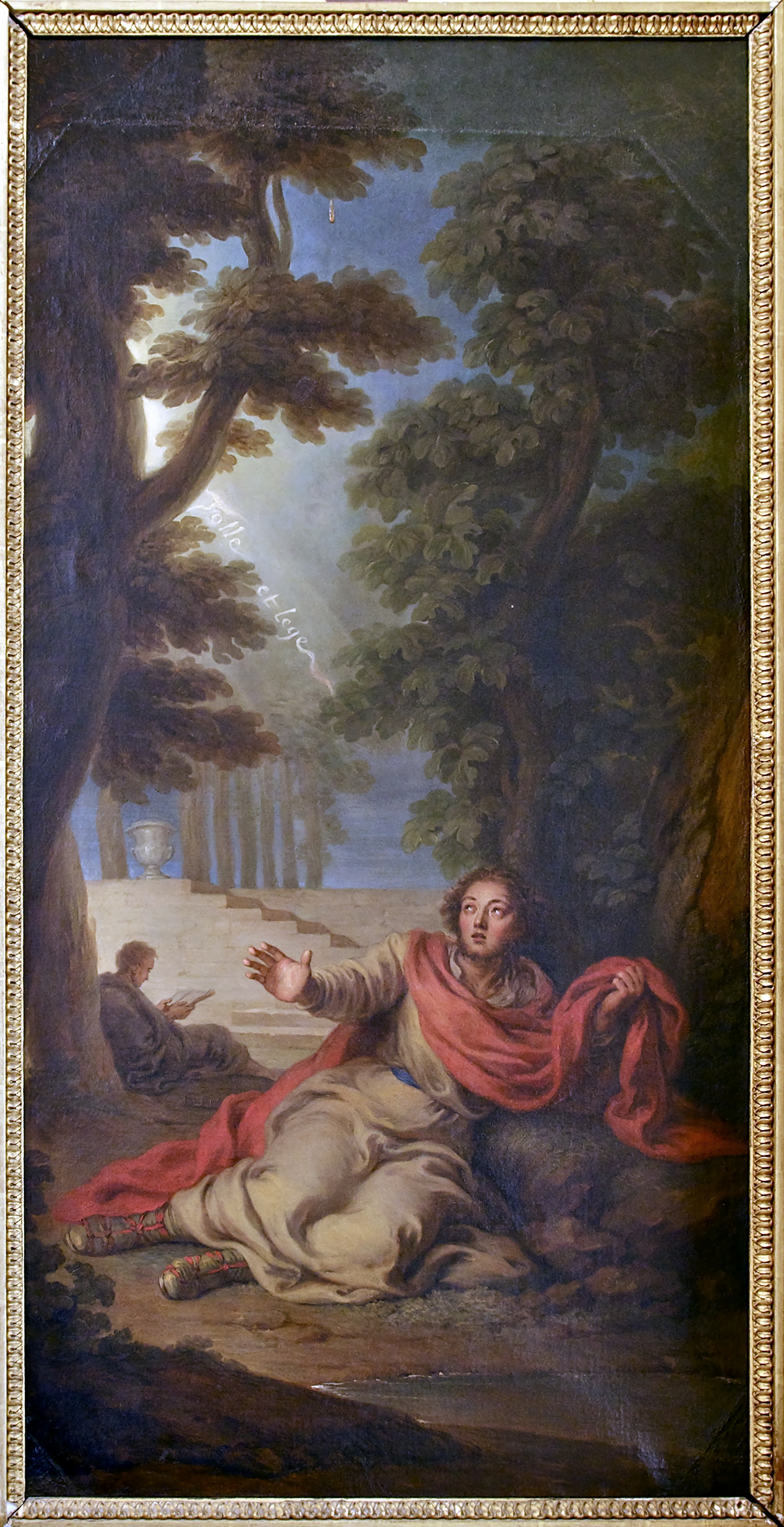
Обращение святого Августина. 1736. Холст, масло. Версаль
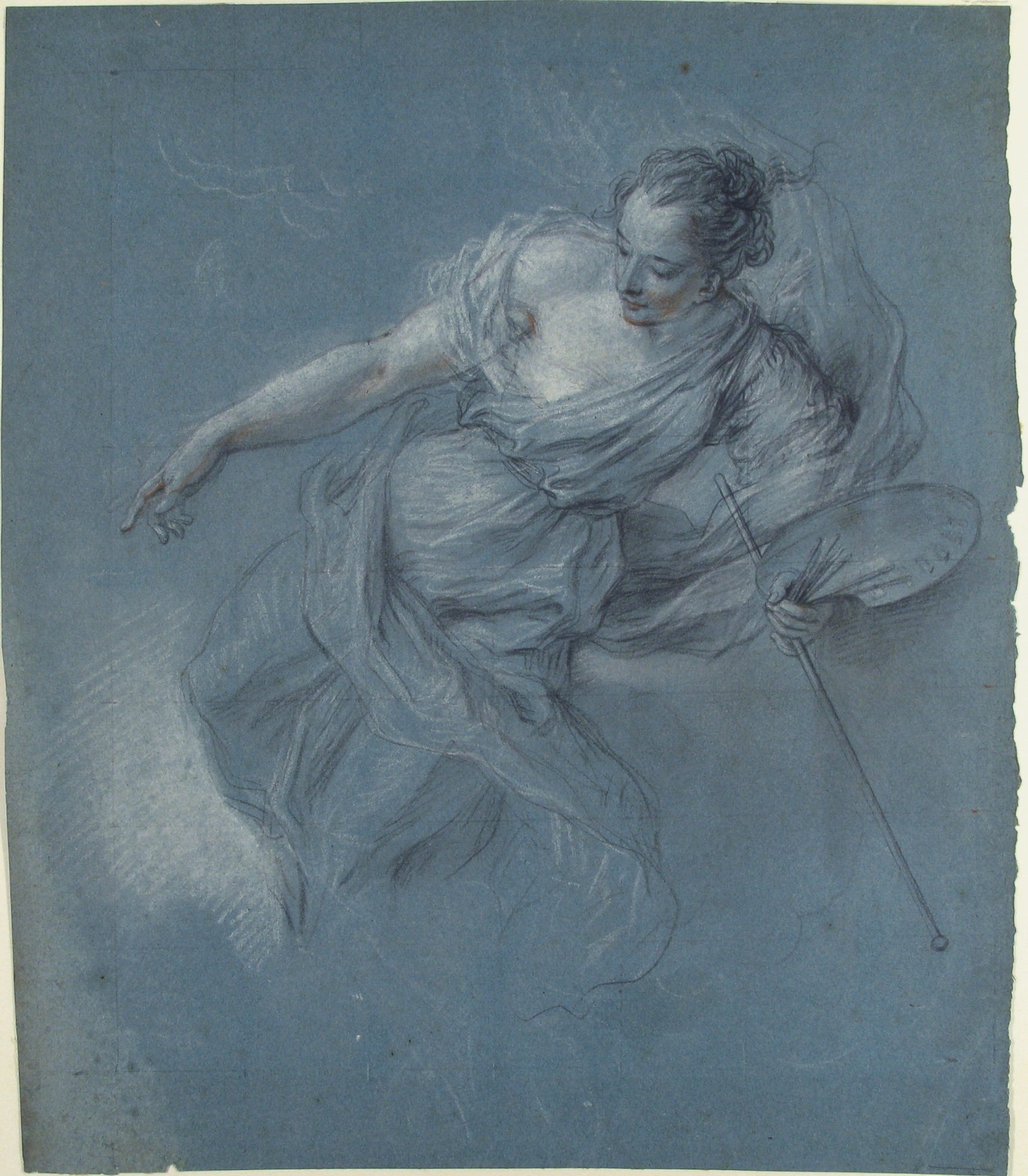
Aллегория живописи. Голубая бумага, чёрный и белый мел. Метрополитен-музей, Нью-Йорк
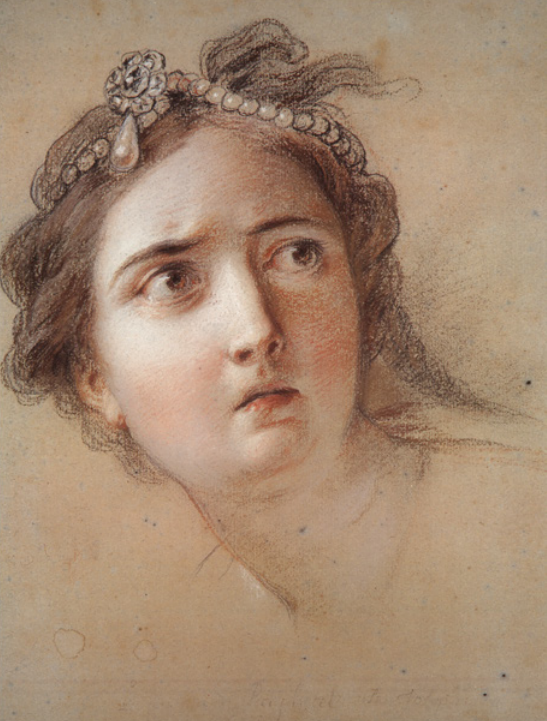
Голова жены Потифара (?). Эскиз. 1737. Бумага, пастель. Частное собрание
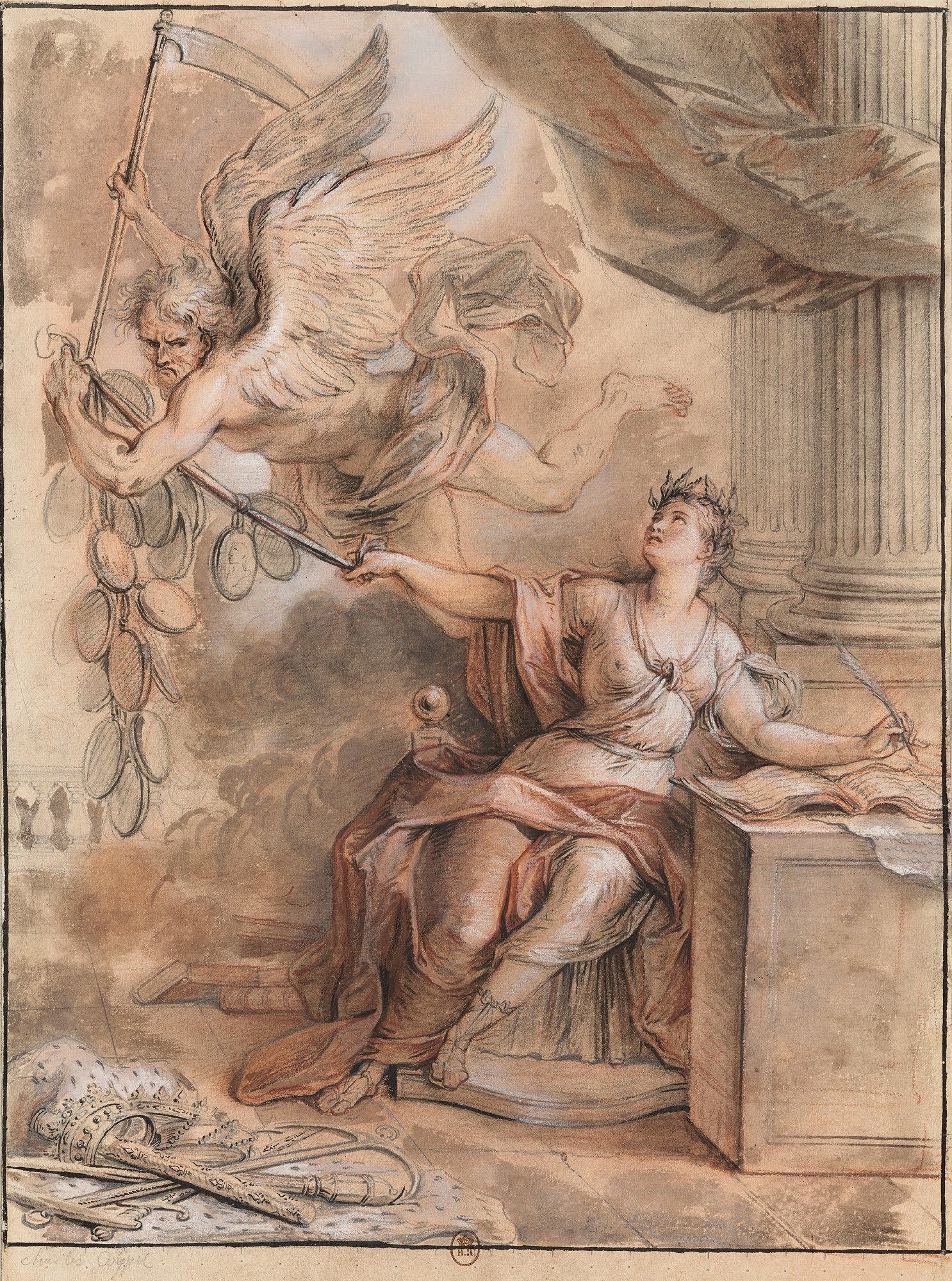
Время, сохраняющее историю. Ок. 1726. Бумага, карандаш, перо, кисть, тушь, чёрный мел, сангина, белила. Париж, Национальная библиотека
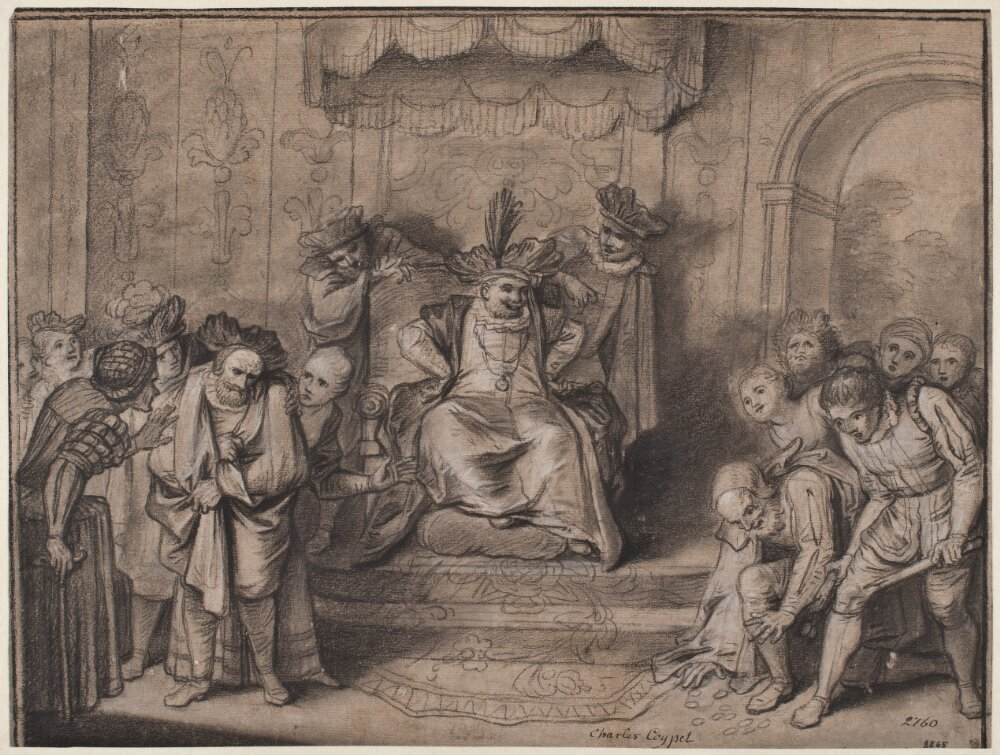
Cуд Санчо Панса. Иллюстрация к роману Сервантеса «Дон Кихот». Бумага, итальянский карандаш, белила. Национальный музей изобразительных искусств, Стокгольм
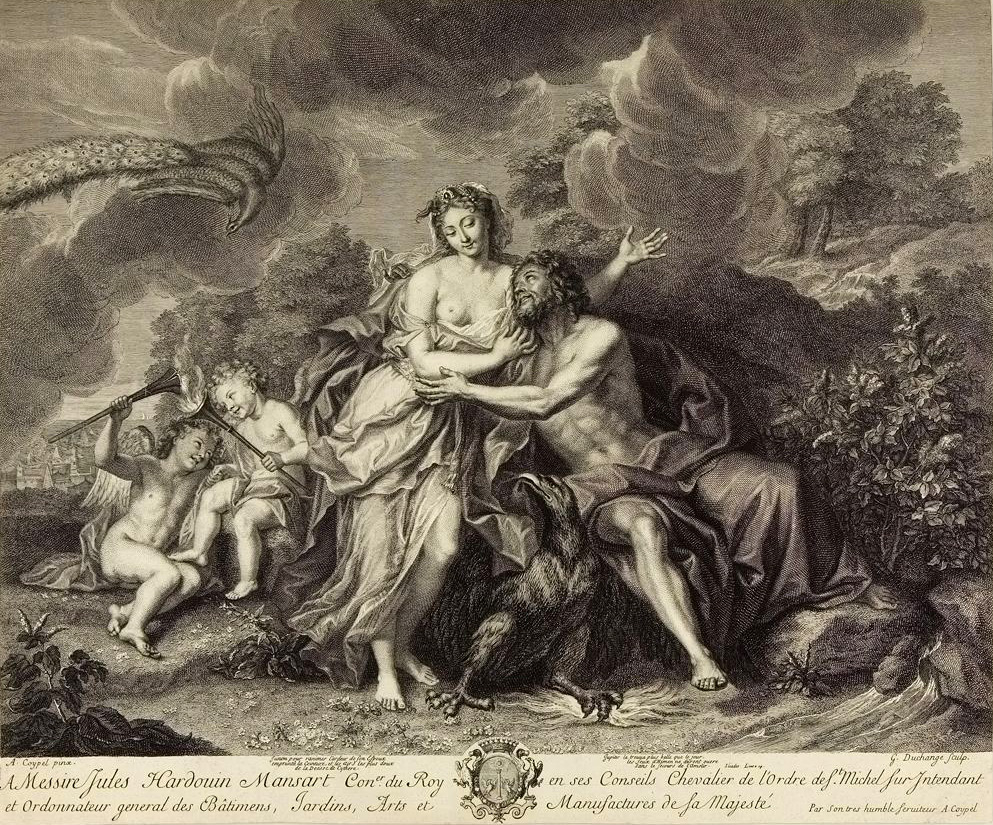
Юпитер и Юнона. Офорт Г. Дюшанжа по оригиналу Ш. Н. Куапеля
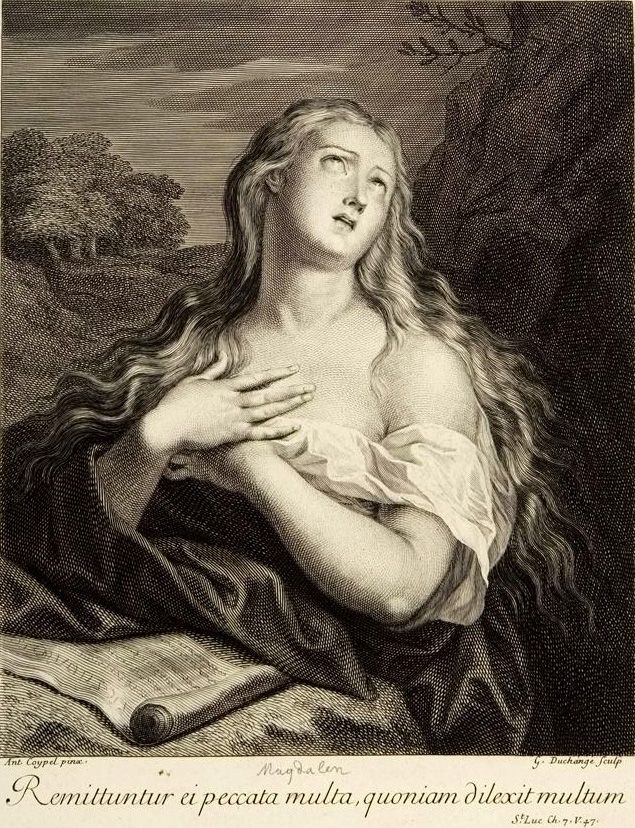
Святая Магдалина. Офорт Г. Дюшанжа по оригиналу Ш. Н. Куапеля
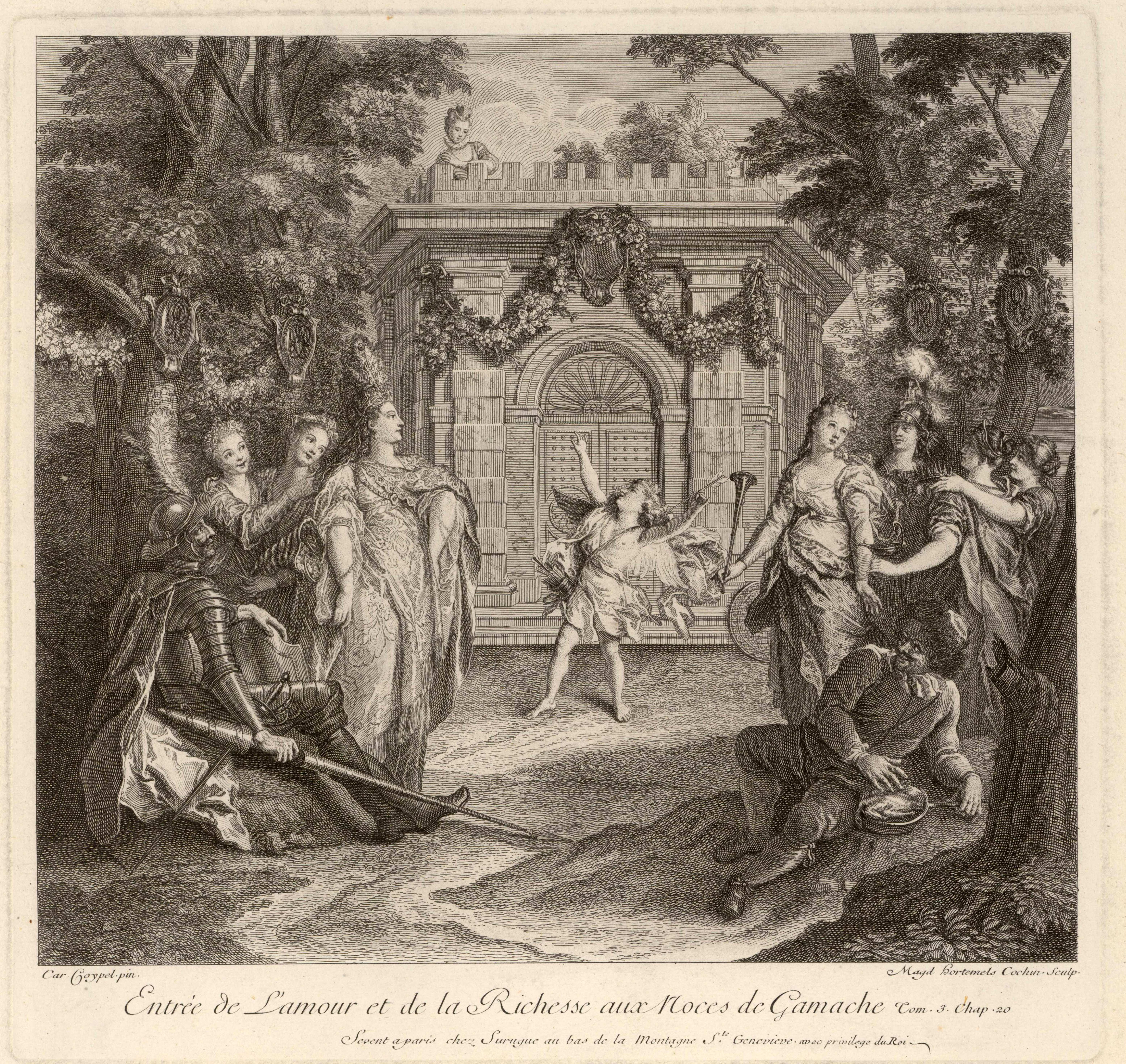
Вход любви и интереса на свадьбу в Камачо. Офорт Ш.-Н. Кошена по рисунку Ш. А. Куапеля
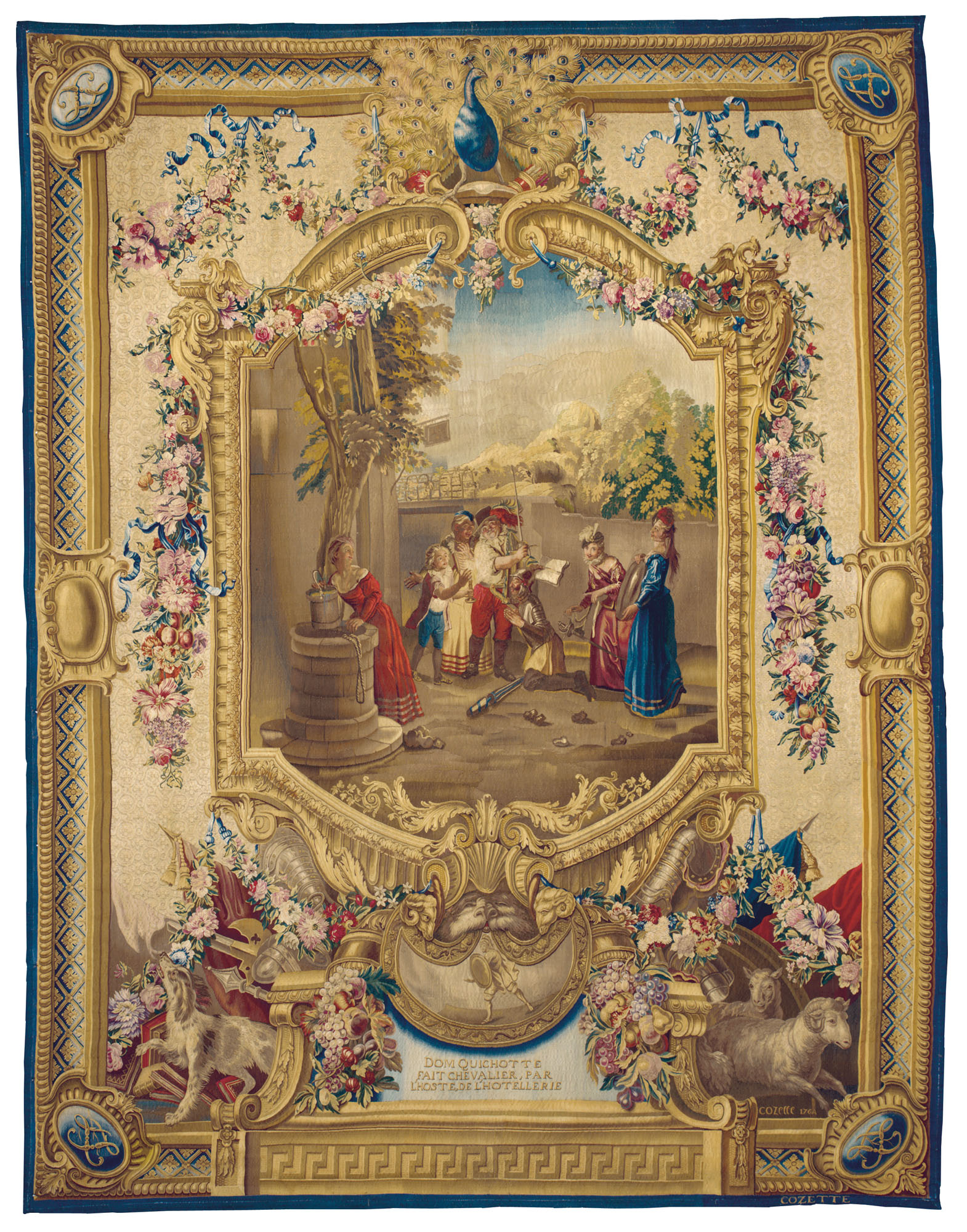
Дон Кихот делает рыцарем трактирщика. Шпалера из серии «Дон Кихот». Ок. 1764. По рисунку Ш. А. Куапеля

## Публикации текстов
- Discours sur la peinture, prononcez dans les conférences de l'Académie Royale de peinture et sculpture :  [фр.] / par M. Charles Coypel, premier peintre de Monseigneur le Duc d'Orléans. — Paris : P. J. Mariette, 1732. — 34 p.
- Parallele de l'Eloquence et de la Peinture :  [фр.] / par M. Coypel, premier peintre du roi // Mercure de France. — 1751. — Mai. — P. 8–38.
  - Сравнение красноречия с живописью / Сочинение покойнаго г. Карла Кепеля, перваго живописца короля французскаго и герцога Орлеанскаго ; Перевел Михаил Грецов. — Москва : в Губернской типографии у А. Решетникова, 1799. — 72 с.
- Vie d'Antoine Coypel / Prononcée par Charles Coypel son fils, Premier Peintre du Roy, le 6 Mars 1745 // Vies des premiers peintres du roi, depuis M. Le Brun jusqu'à présent :  [фр.] : en 2 vol.. — Paris : Durand, 1752. — T. II. — P. 1–41. — [6], 143, [7] p.
- Œuvres :  [фр.]. — Genève : Slatkin, 1971. — 225 p.